# Celebrity Bear Hunt
Celebrity Bear Hunt är en brittisk realityserie som hade premiär på strömningstjänsten Netflix den 5 februari 2025.

## Handling
I tävlingsserien ska 12 kändisar försöker undkomma Bear Grylls i Costa Ricas djungel. Programledare är Holly Willoughby.

## Medverkande, tävlande
- Boris Becker
- Steph McGovern
- Danny Cipriani
- Mel B
- Joe Thomas
- Lottie Moss
- Leomie Anderson
- Laurence Llewelyn-Bowen
- Shirley Ballas
- Big Zuu
- Una Healy
- Kola Bokinni